# Carretera de Extremadura
A Carretera de Extremadura, hivatalos nevén Autovía del Suroeste vagy A-5 a Madridtól Extremadura felé tartó főút, klasszikus útvonala egybeesik több más úttal (például az E90 része is melyen Lisszabont is eléri).
Méridáig nagyjából a Via XXV Hispanica vonalán fut és itt keresztezi Via Delapidata - ma Via de la Plata - vonalát, amelyről a Costa de la Luz is elérhető. Ezután fut tovább az E-90 mentén Lisszabonig.
Főbb települések: Alcorcón, Móstoles, Navalcarnero, Valmojado, Santa Cruz del Retamar, Talavera de la Reina, Navalmoral de la Mata, Trujillo, Miajadas, Mérida és Badajoz, itt találkozik a portugál A-6-os úttal.
A 408 km hosszú út az 1980-as és 1990-es években épült. Az út eleje 2007-ben alagúttal is elérhetővé vált a madridi belváros irányából.
A legnagyobb tempót 2010. május 5-én mérték, egy 23 éves fiatal egy BMW-vel Mérida közelében 248 km/h sebességgel száguldott rajta.

## Szakaszok
| Szakasz                                      | Állapot (2013) | kilométer-hossz |
| -------------------------------------------- | -------------- | --------------- |
| Madrid - Alcorcón                            | Működik        | 15              |
| Alcorcón - Navalcarnero                      | Működik        | 18              |
| Navalcarnero - Talavera de la Reina          | Működik        | 89              |
| Talavera de la Reina - Navalmoral de la Mata | Működik        | 63              |
| Navalmoral de la Mata - Jaraicejo            | Működik        | 41              |
| Jaraicejo - Miajadas                         | Működik        | 64              |
| Miajadas - Mérida                            | Működik        | 45              |
| Mérida - Badajoz                             | Működik        | 69              |

## Lásd még
- Móstoles
- Plaza Segovia Nueva
- Via XXV Hispanica

## Külső hivatkozások
- Különös jelenségek Extremadurában